# Воскресеновка (Еврейская автономная область)
Воскресе́новка — село в Ленинском районе Еврейской автономной области. Входит в Ленинское сельское поселение.

## География
Село Воскресеновка стоит на левобережной протоке реки Амур.
Дорога к селу Воскресеновка идёт на юг от автотрассы областного значения Биробиджан — Ленинское — Дежнёво.
Расстояние до районного центра села Ленинское около 40 км (через Чурки и Калинино).

## История
Село основано в 1858 году казаками-переселенцами из Забайкалья.

## Население
| 1869 | 1879 | 1901 | 1917 | 1924 | 1992 | 2002 |
| ---- | ---- | ---- | ---- | ---- | ---- | ---- |
| 140  | ↗148 | ↗223 | ↗310 | ↗380 | ↗588 | ↘373 |
| 2010 |      |      |      |      |      |      |
| ↘338 |      |      |      |      |      |      |

| 1870 | 1917 | 2002 | 2010 |
| ---- | ---- | ---- | ---- |
| 140  | 196  | 374  | 338  |

## Инфраструктура
В селе имеются отделение связи, основная школа, фельдшерско-акушерский пункт, библиотека, детский сад и дом культуры. Основное предприятие — сельскохозяйственный кооператив «Воскресеновский».